# Iphiaulax malayanus
Iphiaulax malayanus är en stekelart som beskrevs av Cameron 1901. Iphiaulax malayanus ingår i släktet Iphiaulax och familjen bracksteklar. Inga underarter finns listade i Catalogue of Life.